# NGC 7386
NGC 7386 est une galaxie lenticulaire située dans la constellation de Pégase. Cette galaxie a été découverte par l'astronome germano-britannique William Herschel en 1784. Sa vitesse par rapport au fond diffus cosmologique est de 6 950 ± 28 km/s, ce qui correspond à une distance de Hubble de 102,5 ± 7,2 Mpc (∼334 millions d'al).
À ce jour, cinq mesures non basées sur le décalage vers le rouge (redshift) donnent une distance de 79,840 ± 16,739 Mpc (∼260 millions d'al), ce qui est nettement à l'extérieur des valeurs de la distance de Hubble. Notons que c'est avec la valeur moyenne des mesures indépendantes, lorsqu'elles existent, que la base de données NASA/IPAC calcule le diamètre d'une galaxie et qu'en conséquence le diamètre de NGC 7386 pourrait être d'environ 54,3 kpc (∼177 000 al) si on utilisait la distance de Hubble pour le calculer.

## Paire de galaxies et groupe de WBL 688

### Paire de galaxies

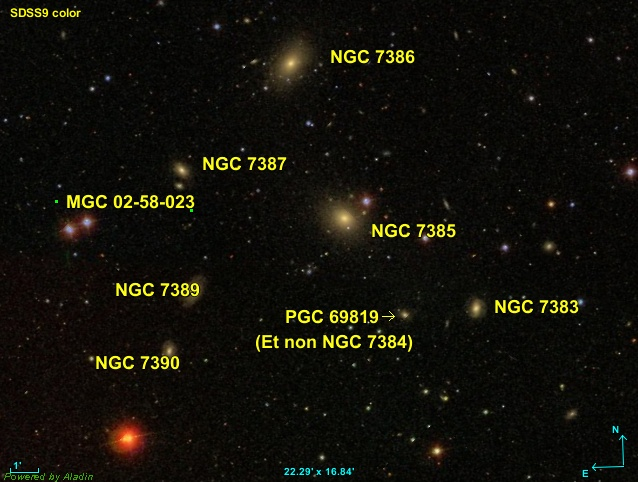
Plusieurs galaxies dans cette région du ciel forment peut-être un groupe de galaxies.

En se basant sur un livre publié en 1976, la base de données NASA/IPAC mentionne que NGC 7386 forme une paire avec la galaxie NGC 7385. La distance de Hubble de cette dernière est égale à 110,31 ± 7,73 Mpc (∼360 millions d'al). Il est donc possible que ces deux galaxies forment une paire réelle. Notons cependant que selon cette même source NGC 7383 et NGC 7385 forment une paire de galaxies. 

### Groupe WBL 688
Un catalogue de 732 groupes de galaxies rapprochés et pauvres en membres a été publié en mai 1999 par Richard A. White, Mark Bliton, Suketu P. Bhavsar, Patricia Bornmann, Jack O. Burns, Michael J. Ledlow et Christen Loken. La désignation employée pour les groupes de ce catalogue est WBLxyz-abc, où les lettres xyz correspondent au numéro du groupe et abc à celui de la galaxie. Cependant, l'identification abc de la galaxie est souvent absente. Le catalogue indique aussi les coordonnées du groupe et le nombre de membres de celui-ci. 
Comme le montre l'image du relevé SDSS, il y a cependant plusieurs galaxies dans la même région de la sphère céleste que NGC 7386. Les distances de Hubble de ces galaxies sont :
- NGC 7383 : 111,58 ± 7,82 Mpc (∼364 millions d'al)[8]
- NGC 7385 : 110,31 ± 7,73 Mpc (∼360 millions d'al)[9]
- NGC 7386 : 102,51 ± 7,19 Mpc (∼334 millions d'al)[1]
- NGC 7387 : 99,55 ± 6,98 Mpc (∼325 millions d'al)[10]
- NGC 7389 : 111,58 ± 7,84 Mpc (∼364 millions d'al)[11]
- NGC 7390 : 117,58 ± 8,24 Mpc (∼383 millions d'al)[12]
- PGC 69819 : 102,46 ± 7,19 Mpc (∼334 millions d'al)[13]
- MCG 02-58-023 : 108,96 ± 7,69 Mpc (∼355 millions d'al)[14]

En consultant la base de données NASA/IPAC, on se rend compte que toutes ces galaxies, sauf la dernière, font partie du groupe WBL 688. Les distances de ces huit galaxies se trouvent toutes à l'intérieur des limites de 108,1 ± 6,0 Mpc (∼353 millions d'al), la moyenne et l'écart type des distances de ces galaxies. Ces galaxies pourraient donc former un groupe de galaxies de huit membres. Cependant, l'article de White et al. mentionne que ce groupe renferme seulement six galaxies et malheureusement, la désignation de celles-ci n'est pas identifiée.